# Базилика Святого Климента
Базилика святого Климента, церковь Сан-Клементе (итал. La basilica di San Clemente) — церковь в Риме, расположенная на улице Сан-Джованни-ин-Латерано, между Колизеем и Базиликой Сан-Джованни-ин-Латерано. Представляет собой уникальный археологический комплекс, включающий в себя верхний уровень (современная базилика, возведённая в XII веке), средний уровень (раннехристианская базилика, построенная в IV веке) и нижний уровень (два строения, возникшие в I веке новой эры). Современная базилика содержит наполненную раннехристианскими символами мозаику XII века, фрески XV и XVIII веков. В раннехристианской базилике сохранились уникальные фрески IX века, содержащие, в том числе, первые из известных надписи на простонародном итальянском языке. В базилике находятся мощи святого Климента, а также Игнатия Богоносца и святого Кирилла.

## Нижний уровень

### Античные постройки
Первые раскопки под церковью проводили приор базилики Джозеф Маллули и археолог де Росси в 1857 году и обнаружили сначала базилику IV века. Ниже уровнем были обнаружены помещения I века, однако этот участок долгое время оставался недоступным для исследователей из-за проникновения подземных вод через стены.
Лишь в 1912 году был налажен сток воды — построен 700 метровый канал, соединивший Сан-Клементе с Большой клоакой. При этом был обнаружен 4-й слой — руины домов, разрушенных во время Неронова пожара Рима 64 года. Руины были засыпаны землёй и послужили фундаментом для строений, составляющих нижний уровень комплекса двух зданий, разделённых узким проходом.

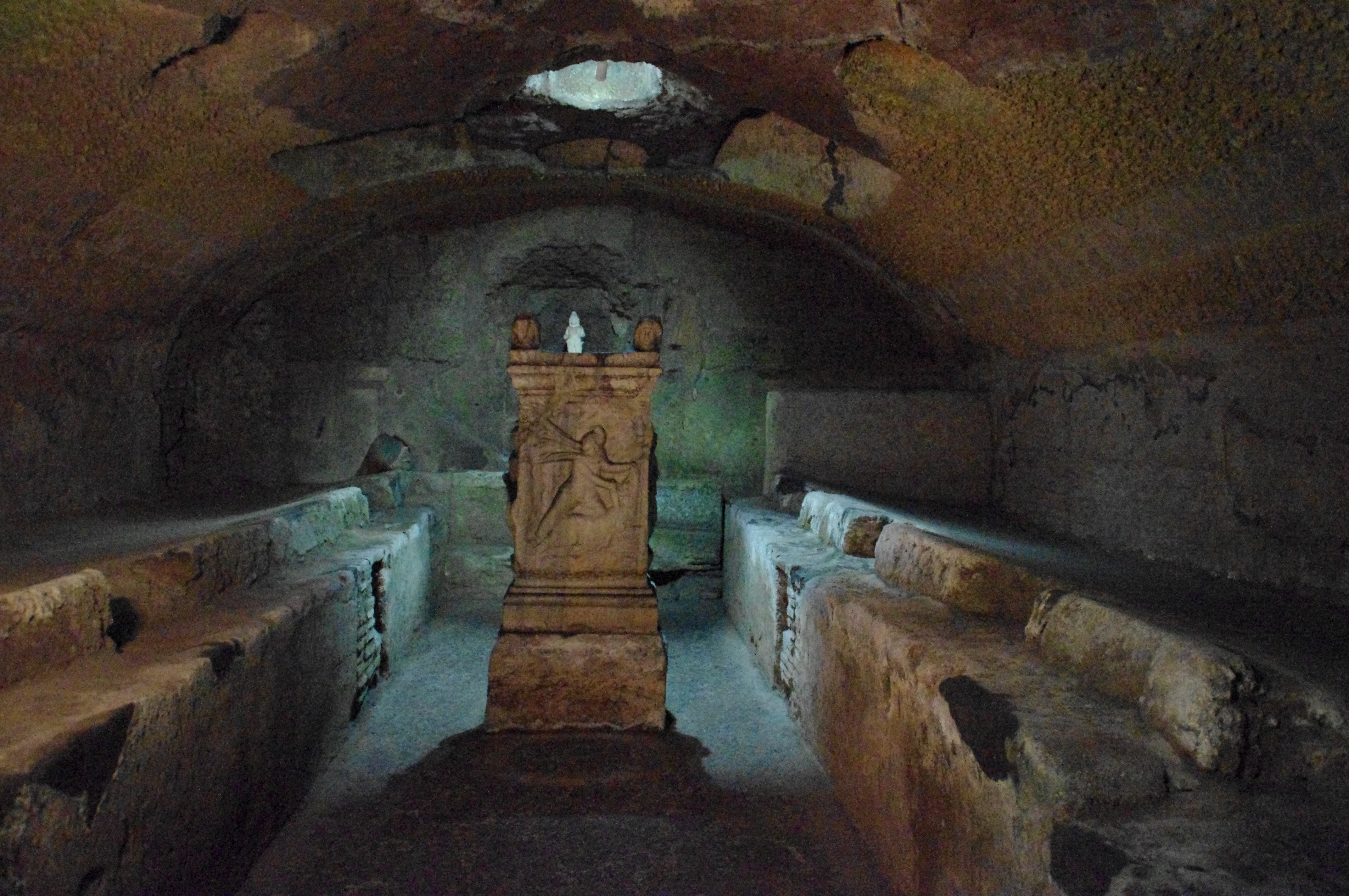
Митреум на нижнем уровне базилики. В центре алтарь Митры.

Над кирпичным зданием, расположенным ближе к Колизею (возможно, общественное здание конца I го века) во второй половине II века был построен частный многоэтажный дом со внутренним двориком. Этот дворик во второй половине III века был перестроен в культовое сооружение для поклонения Митре: ведущие к дворику двери были замурованы и был надстроен свод.
В части самого здания была устроена так называемая митраистская школа, то есть помещение, в котором неофиты готовились к посвящению в тайны культа. Помещение было, возможно, богато декорировано, о чём свидетельствуют остатки мозаичного пола и потолок, украшенный стукко. Культовые обряды проходили в триклинии — длинном гроте с потолком, украшенном звёздами. По бокам располагались длинные скамьи для адептов, по обеим сторонам находились ниши для статуй, а в центре расположен алтарь с изображением Митры, убивающего быка, и спутники Митры Каут (лат. Cautes) и Каутопат (лат. Cautopates).
Второе здание было гораздо больше первого, сложено из крупных блоков туфа и включало в себя большой внутренний двор, примерно соответствующий главному нефу и правому приделу современной базилики. Это строение ещё полностью не исследовано, изученные же части заставляют предполагать, что это было общественное здание, скорее всего монетный двор или зерновой рынок.

### Тит Флавий Климент
Уже в конце I века здание принадлежало, предположительно, консулу Титу Флавию Клименту, родственнику династии Флавиев. Предание утверждает, что он был тайным христианином и был казнён за веру в царствование Домициана. В частном доме консула могли проводиться христианские богослужения, на которых председательствовал святой Климент, римский епископ, третий преемник апостола Петра. По крайней мере, уже к 200 году определённо известно о «titulus Clementis» — месте христианских богослужений, связанном с именем Климента (или консула-мученика, или епископа).

## Раннехристианская базилика

### История
После прекращения гонений в IV веке частное здание было обращено в церковь в форме базилики: обширный внутренний двор превратился в главный неф, а окаймлявшие его анфилады комнат стали основой двух боковых приделов. В понтификат Сириция (384—399) церковь была освящена в честь папы Климента, чьё имя окончательно вытеснило из памяти имя его тёзки-консула.
В течение всего IV века церковь Сан-Клементе сосуществовала с находившимся рядом митреумом. Культ Митры был официально запрещён Феодосием Великим в 395 году, после чего на месте митреума была построена апсида базилики.
Таким образом, к концу IV — началу V века сложилась раннехристианская базилика в том виде, в каком её можно видеть на среднем уровне комплекса Сан-Клементе. Это была прямоугольная трёхнефная базилика с обширными апсидой и нартексом. Уже к этому моменту здесь находились мощи Игнатия Богоносца, епископа Антиохии Сирийской, по преданию, принявшего смерть на арене Колизея.
Мозаика в апсиде и хоры современной «верхней» церкви принадлежали базилике «нижней», на что указывают многочисленные раннехристианские символы, не понятные христианам XII века, но дорогие верующим более ранних веков. На алтарной перегородке и стенках хоров современной базилики сохранились монограммы папы Иоанна II (533—535), до избрания на папский престол бывшего кардиналом-священником Сан-Клементе. Таким образом, эти элементы были или впрямую перенесены из «нижней» базилики в «верхнюю», или бережно реконструированы там в XII веке. В IX веке «нижнюю» базилику украсили до сих пор сохранившиеся фрески, являющиеся ценнейшим памятником христианского изобразительного искусства этого времени.
В IX веке в Сан-Клементе были перенесены мощи папы Климента, обретённые святыми Кириллом и Мефодием в Крыму и привезённые равноапостольными братьями в Рим. В 867 году папа Адриан II совместно с Кириллом и Мефодием перенесли мощи Климента в посвящённую его памяти базилику. 14 февраля 869 года Кирилл скончался в Риме и был, по желанию Адриана II и римского народа, погребён в Сан-Клементе.
В 1084 году Сан-Клементе была непоправимо повреждена во время пожара, последовавшего за взятием Рима норманнами под руководством Роберта Гвискара. Очевидно, что степень повреждений была таковой, что было решено не восстанавливать базилику, а построить новую на месте старой. В новую «верхнюю» базилику были перенесены мощи Климента, Игнатия и Кирилла, а также ценнейшие предметы убранства. В результате вскоре о существовании прежней «нижней» базилики под основанием новой «верхней» полностью забыли. Лишь в 1857 году приор Сан-Клементе Джозеф Маллули в результате раскопок вновь открыл миру раннехристианскую базилику.

### Предполагаемая гробница Кирилла

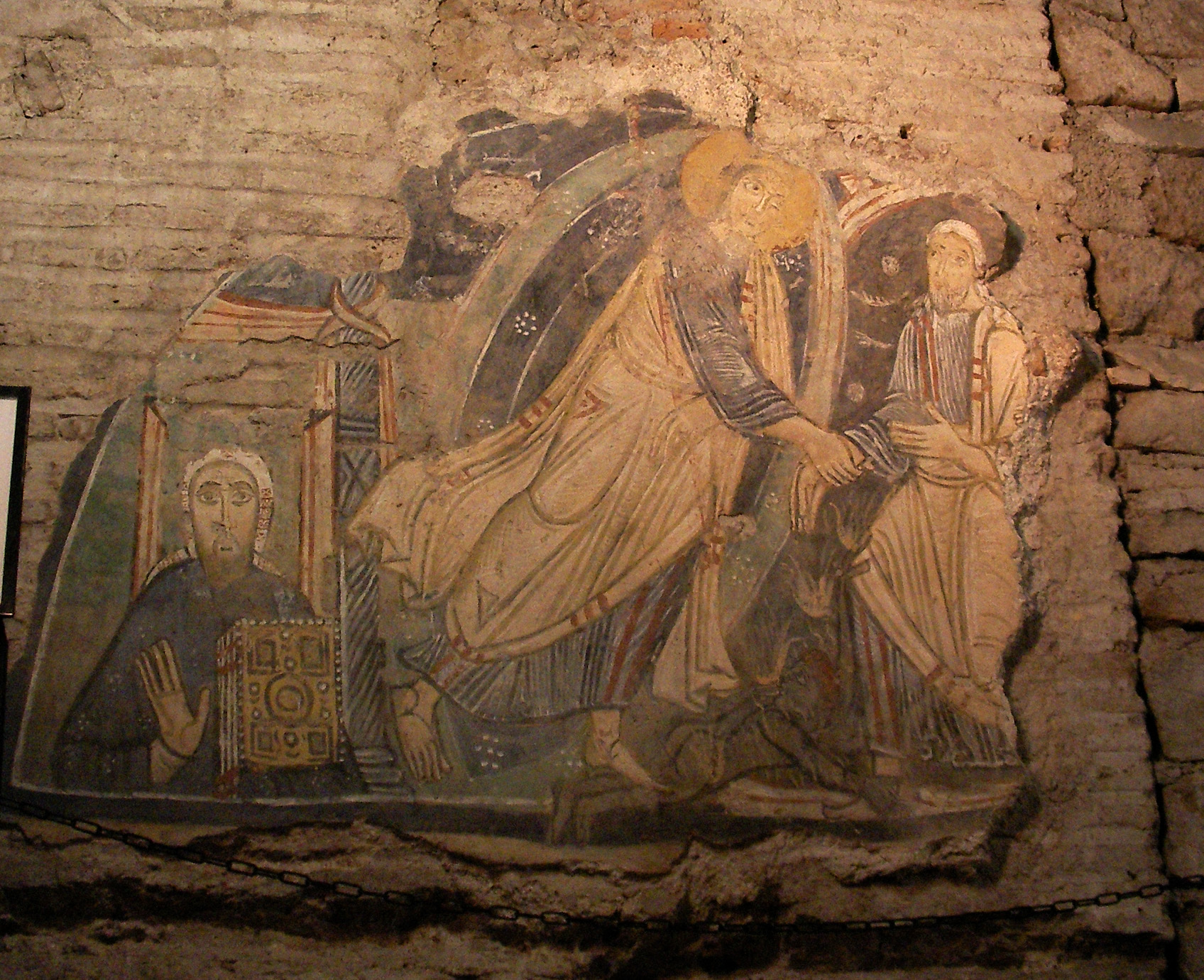
Сошествие Христа во ад

Согласно двум источникам Legenda Italica и Vita Constantini, равноапостольный Кирилл был первоначально погребён в большой гробнице справа от алтаря. Археологи-доминиканцы, в силу своего сана привыкшие находиться во время мессы в пресбитерии лицом к народу, восприняли указание «справа от алтаря» со своей точки зрения, то есть в конце южного придела. Обнаруженная в южном приделе пустая гробница была без колебаний идентифицирована в качестве первого места захоронения апостола славян.

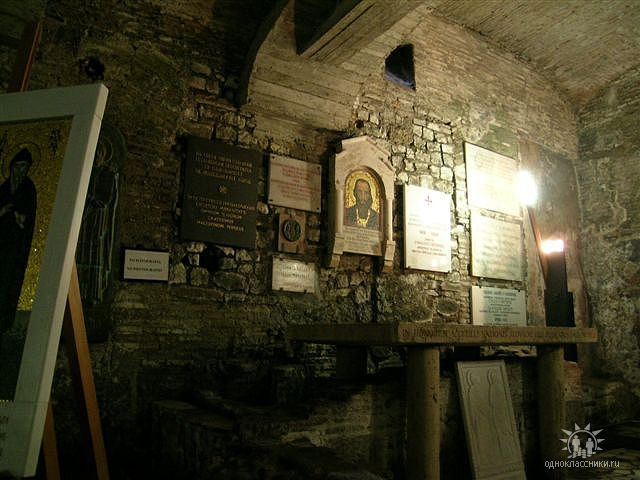
Предполагаемая гробница Св. Кирилла в южном приделе

 Это место с течением времени превратилось в славянский уголок. Каждый славянский народ установил здесь мемориальную доску со словами благодарности своему просветителю. Здесь можно видеть доски от украинского, болгарского, македонского, сербского, греческого, хорватского народов; от России установлены сразу две памятные доски — от имени Русской Православной Церкви и от молодёжи России.
С течением времени первоначальный вывод археологов подвергся серьёзному сомнению. Источники, указывавшие место погребения Кирилла, упоминают о большом образе, исполненном над его гробницею. В южном приделе не удалось найти ни одного изображения, которое можно было бы идентифицировать как образ Кирилла.
Между тем, в симметрично расположенном конце (справа от алтаря, с точки зрения мирян) найдена хорошо сохранившаяся фреска IX века «Сошествие Христа во ад», в углу которой имеется поясное изображение епископа, держащего в левой руке Евангелие, а правой — благословляющей народ. Так что вполне допустимо, что Кирилл был погребён под этой фреской. Сама фреска представляет собою первое сохранившееся в итальянском искусстве изображение на данную тему. Христос в развевающейся хламиде нисходит в ад, попирая ногами Сатану, и выводит оттуда Адама.

### Фрески

#### Северный придел

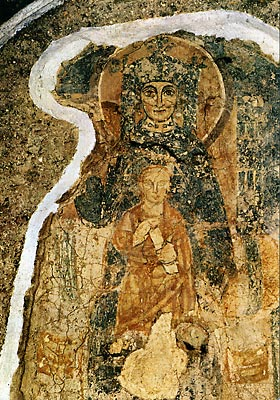
Богородица с Младенцем (императрица Феодора?)

Внешняя стена правого (северного) придела была когда-то полностью покрыта фресками, лишь частично сохранившиеся до наших дней. На сегодняшний день удалось идентифицировать сюжеты мученичества святой Екатерины и Страшного суда.
Хорошо сохранилась лишь одна фреска в нише, изображающая Богородицу с младенцем, а на боковых поверхностях ниши — святые Евфимия и Екатерина. В 1959 году отец Доминик Дарси, сравнивая эту фреску со знаменитыми мозаиками в равеннской церкви Сан-Витале, обнаружил поразительную сходство Богородицы из Сан-Клементе с равеннской императрицей Феодорой. Соответственно, выдвинута версия, что первоначально фреска представляла портрет Феодоры, муж которой Юстиниан сделал большие вклады в римские базилики, с двумя придворными дамами. В IX веке фреска была переосмыслена и дописана: Феодору посадили на трон, вручили младенца, и получившаяся фреска приобрела свой нынешний вид. На сегодня вопрос о первоначальном значении фрески остаётся дискуссионным.

#### Главный неф
В главном нефе слева от основного входа (из нартекса) находится частично сохранившаяся фреска «Вознесение». Композиция фрески представляет собой адаптацию типичного сиро-палестинского образца. В верхней части Христос, окружённый ангелами, возносится на облаке. Непосредственно под ним изображена Богородица в позе «оранты», то есть с воздетыми руками, по обе стороны от неё замерли в трепете апостолы. В правой части фрески хорошо сохранился образ святого Вита, симметрично ему слева изображён папа Лев IV (847- 855) с квадратным нимбом вокруг головы, что указывает на то, что фреска создана при жизни папы, выступающего здесь не в качестве святого, а лишь донатора. Под образом Богородицы находится незаполненная ниша. Возможно, что здесь помещалась реликвия — камень с Елеонской горы, на которой и произошло описываемое событие.
Существует и другое толкование этой фрески. В соответствии с ним, здесь представлено Вознесение не Христа, а Богородицы. В этом случае, считается, что явившийся на облаке Христос встречает Свою Мать, которая поэтому изображена отдельно от апостольской группы. Косвенным подтверждением данной версии является известный факт глубокого почитания Львом IV праздника Успения, получившего при этом папе восьмидневное попразднество. Если принять эту версию, то в Сан-Клементе находится одно из наиболее ранних в западной иконографии изображение Вознесения Богородицы. Справа от «Вознесения» находятся частично сохранившиеся фрески IX века, представляющие следующие сюжеты: Распятие, Мироносицы во гробе, Брак в Кане Галилейской и Сошествие в ад.
Наиболее известные фрески «нижней» базилики находятся на левой стене главного нефа, их традиционные названия — «Житие святого Алексия» и «Месса святого Климента».

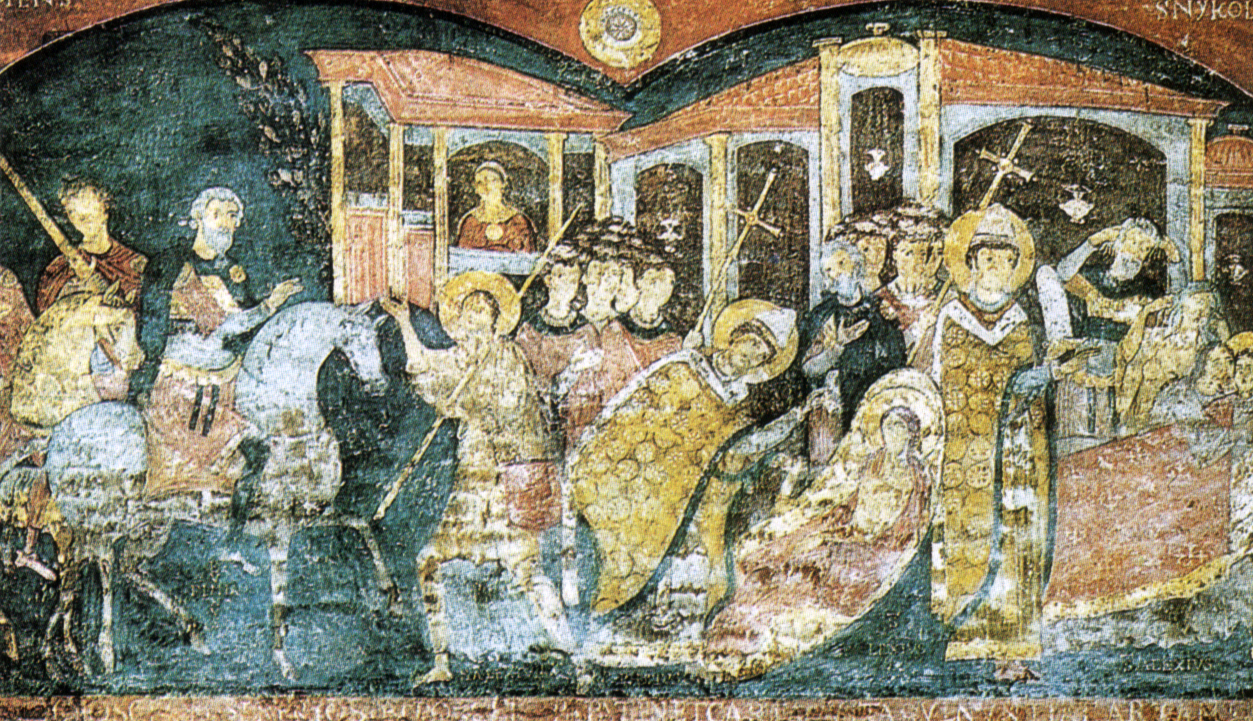
Житие Алексия, человека Божия

Фреска «Житие Алексия, человека Божия», написана предположительно в интервале 1050 — 1100 годов и охватывает последнюю, римскую часть жития святого (полное житие — смотри статью Алексий, человек Божий). В левой части одетый в рубище Алексий возвращается в Рим и на дороге встречает отца, который не узнаёт сына после семнадцатилетней разлуки. Мать Алексия, выглядывающая из окна, также не видит в страннике своего сына. В средней части фрески действие переносится на семнадцать лет вперёд — папа Иннокентий I приходит к одру умершего Алексия, сжимающего в руке некую хартию. В правой части фрески история завершается: по просьбе папы умерший разжимает руку, и папа сообщает присутствующим содержание хартии, в которой Алексий описал свою жизнь с момента ухода из родного дома. Горе родителей и невесты Алексия ярко изображено художником: рыдающая невеста обнимает тело своего жениха, а родители в буквальном смысле рвут на себе волосы.
Фреска представляет собой исключительное произведение, в котором условности византийской иконографии тесно переплелись с драматизмом повествования. В отличие от традиционной иконы с клеммами, представляющими различные эпизоды жития, на этой фреске события разворачиваются непрерывно, делая зрителя свидетелем событий. Также фреска свидетельствует, что в XI веке житие Алексия было известно в Риме в своей поздней, окончательной редакции, а почитание этого святого перешагнуло пределы монастыря на Авентинском холме.

Над фреской, посвящённой Алексию, находится ещё одна, на которой изображён Христос, сидящий на престоле, с предстоящими Климентом и архангелом Михаилом (по правую руку), и святителем Николаем и архангелом Гавриилом (по левую руку). Все действующие лица подписаны, хотя их лики невозможно рассмотреть: они «отрезаны» полом «верхней» базилики.

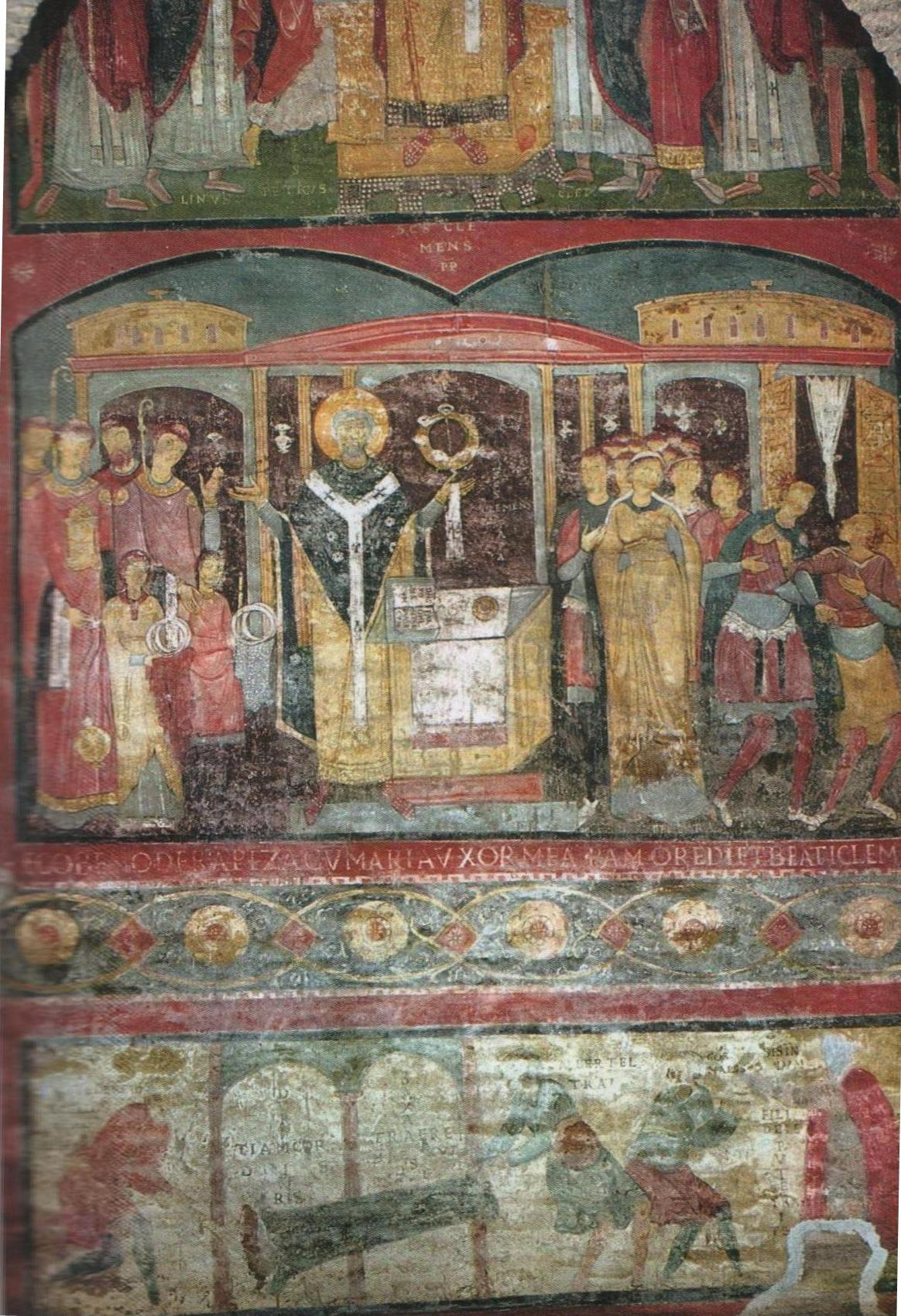
Месса святого Климента.

Фреску «Месса святого Климента» отличает живость и драматизм изображения, и сложное драматическое повествование, не свойственные традиционной византийской иконографии. Содержание фрески может быть передано следующим образом:
- верхний регистр — святой Климент восседает на престоле, ему предстоят его предшественники по римской кафедре: апостол Пётр, святые Лин и Клет. Все действующие лица подписаны, но их головы «отрезаны» полом «верхней» базилики.
- средний регистр — святой Климент совершает мессу, в числе окружающих его христиан находится (по левую руку) молодая женщина Феодора. Муж Феодоры, знатный язычник Сиссиний, прокрался вслед за женой на мессу, но ослеп и оглох по молитве папы. Церковные служители выводят Сиссиния из церкви.
- нижний регистр — святой Климент посетил дом Феодоры и исцелил её мужа. Сиссиний, вместо благодарности, исполнен ярости и приказывает слугам схватить папу и выставить его вон. Речь Сиссиния передана простонародным итальянским языком (итал. vernacular), а не на традиционной латыни, и усыпана ругательствами:

Тащите, шлюхины дети. Гозмари и Альбертель (имена слуг), тащите вон. Карвончелле, помогай сзади рычагом.
Но по молитве Климента ослеплённые слуги тащат обломки колонны, принимая их за епископа. Сам же Климент, стоя в стороне, говорит (уже по-латыни): «По вашему жестокосердию вам полагается нести это вместо меня». На этом фреска обрывает повествование, но их документ IV века «Acta» утверждает, что в итоге Сиссиний всё-таки стал христианином и даже мучеником.
Бранные слова Сиссиния, по контрасту с благочестивым сюжетом, придают неповторимый колорит всей фреске. Эта брань делает фреску бесценным лингвистическим памятником, так как, не считая некоторых подписей на документах, данные слова являются самыми ранними из ныне известных, написанных на итальянском языке.

#### Нартекс
Первоначально нартекс отделялся от главного нефа только четырьмя колоннами. После землетрясения 847 года папа Лев IV приказал заложить проход между колоннами, а образовавшуюся стену украсить фресками. Первоначальные фрески IX века не сохранились, так как в XI веке по заказу местного семейства Рапиза (итал. Rapiza) они были заменены на две новые: «Чудо святого Климента в Азовском море» и «Перенесение мощей святого Климента в Сан-Клементе».
На первой фреске изображено чудо, о котором повествует «Acta» — источник IV века: папа Климент был брошен мучителями в Азовское море привязанным к якорю. Затем, ангелы похоронили тело мученика в подводной пещере. Раз в год море отступало назад, и местные христиане имели возможность поклониться мощам Климента, после чего море возвращалось назад. Далее, фреска, следуя источнику, показывает, как однажды в гробнице был забыт ребёнок, а через год его мать, придя к мощам Климента, обнаружила своего ребёнка живым. Подводный мир, окружающий гробницу, населён рыбами, медузами и скатами. В нижнем регистре фрески изображены святой Климент и донаторы — семейство Рапиза.
Далее легендарная история Климента повествует о том, что с течением времени море перестало отступать и обнажать гробницу святого. Только святые братья Кирилл и Мефодий, отправлявшиеся с миссией из Византии в Хазарский каганат, сумели обрести мощи. Впоследствии, будучи приглашёнными папой Николаем I, братья привезли в Рим мощи святого Климента. Встретивший их преемник Николая I Адриан II с честью принял Кирилла и Мефодия. Далее фреска подключается к повествованию и показывает кульминационный момент — папа Николай (ошибка художника, на самом деле Адриан II) в сопровождении двух братьев переносит крестным ходом мощи из собора в Сан-Клементе.
Напротив последней фрески, то есть на внешней стене нартекса, сохранилась фреска IX века, условно называемая «Посмертный суд». В центре представлен благословляющий Христос, по его правую руку — архангел Михаил и апостол Андрей, по левую — архангел Гавриил и святой Климент. Перед Христом преклонили колена две фигуры, призванные на посмертный «частный» (в отличие от последнего «всеобщего») суд. На сегодняшний день принято считать, что этими фигурами являются Кирилл и Мефодий. В этом случае окружающие Христа лица имеют следующее значение: Климент свидетельствует о том, что братья обрели его мощи в Крыму; Андрей, некогда проповедовавший предкам славян, является предшественником миссии братьев, Гавриил выступает в качестве вестника как в Ветхом (книга пророка Даниила), так и в Новом (Евангелие от Луки) заветах, а Михаил напоминает о том, что миссия братьев была вдохновлена Михаилом III.

## Современная базилика

### История
Возобновление базилики связано с деятельностью кардинала Анастасия, кардинала-священника Сан-Клементе в течение четверти века (1099—1125), при покровительстве папы Пасхалия II, до своего избрания на кафедру в 1099 году бывшего кардиналом Сан-Клементе. «Нижняя» базилика была заполнена строительным мусором, и на полученном основании воздвигнута современная «верхняя» базилика. Нынешняя базилика уступает по размерам своей предшественнице: левые (южные) приделы обеих церквей одинаковы по размерам, однако, главный неф и правый придел «верхнего» храма стоят на основании «нижнего» главного нефа. Современная базилика, таким образом, уже раннехристианской на ширину правого «нижнего» нефа.
В «верхней» базилике были воссозданы мозаика апсиды и хоры, а также сюда были перенесены чтимые реликвии. В понтификат Климента XI (1700-1721) и по его поручению архитектор Карло Стефано Фонтана выполнил современный кессонированный потолок. Тогда же пространство между окнами в верхней части главного нефа было заполнено десятью фресками, изображающими почитаемых в храме святых — Климента, Игнатия Богоносца, Кирилла и Мефодия. В последующие столетия к базилике были пристроены капеллы.
В результате указанных перестроек и дополнений базилика утратила первоначальную простоту и строгость, но приобрела многочисленные барочные черты. Ценнейшим приобретением базилики стали фрески XV века в капелле святой Екатерины, приписываемые учёными Мазаччо или Мазолино.
Современная базилика несколько раз сменила владельцев. В 1403 году папа Бонифаций IX передал базилику монахам-амброзианцам (Конгрегации святого Амвросия Медиоланского, основанной в 1379 году). В 1645 году, по протекции Камилло Памфили, кардинала-непота Иннокентия X, базилика была передана доминиканцам из монастыря при церкви Сан-Систо-Веккьо. В 1677 году ввиду усилившихся антикатолических гонений в Ирландии в Сан-Клементе пришли ирландские доминиканцы, управляющие базиликой и прилегающим монастырём до настоящего времени.

### Главный портал
Главный портал и фасад базилики окрашены в желтоватый цвет и облицованы стукко в стиле позднего барокко. Фасад украшен четырьмя античными колоннами ионического ордера, во дворе базилики расположен атриум с фонтаном XVIII века.

### Внутреннее убранство
Современная церковь, воздвигнутая около 1100 года и неоднократно перестроенная, представляет собой трёхнефную базилику с просторной апсидой, а также пятью боковыми капеллами. Пол базилики выполнен в характерном для Рима стиле косматеско. Кессонированный потолок выполнен в начале XVIII века Карло Стефано Фонтаной, главный плафон считается лучшей работой римского художника Джузеппе Кьяри (1654—1729).

### Главный неф
Десять фресок в главном нефе выполнены также в начале XVIII века. В левой части последовательно (от входа к алтарю, то есть с востока на запад):
- Святой Мефодий (автор Пьетро Разина);
- Святой Климент отдаёт плат Флавии Домитилле, жене консула Тита Флавия Климента (автор Пьетро де Пьетри);
- Святой Климент проповедует в Крыму (автор Себастьяно Конка);
- мученичество святого Климента (его, привязанного к якорю, выбрасывают в море — работа Джованни Одацци);
- перенесение мощей Климента в Сан-Клементе в 867 году (Джованни Одацци).

В правой части находятся фрески (в том же порядке):
- святой Кирилл (автор Пьетро Разина);
- кончина святого Сервула (лат. Servulus) — нищего, просившего милостыни в Сан-Клементе, в соответствии с рассказом папы Григория Великого (автор Томмазо Кьяри);
- Траян приговаривает Игнатия Богоносца к растерзанию зверьми (автор — Пьястрилли);
- прощание Игнатия со святым Поликарпом Смирнским (автор Джакомо Триджа),
- мученичество Игнатия на арене Колизея (автор Пьерлеоне Джецци)

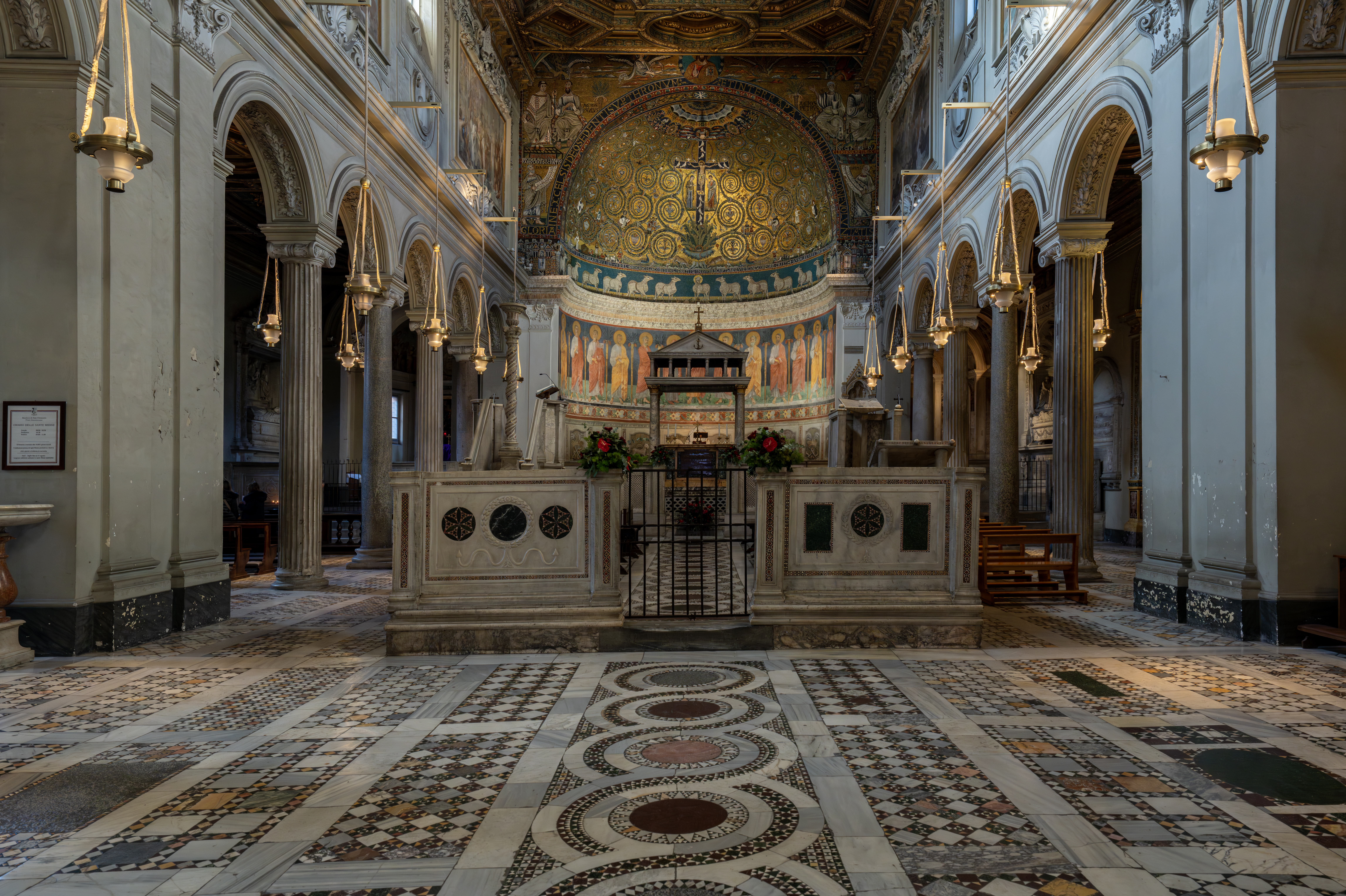
Главный алтарь и хор
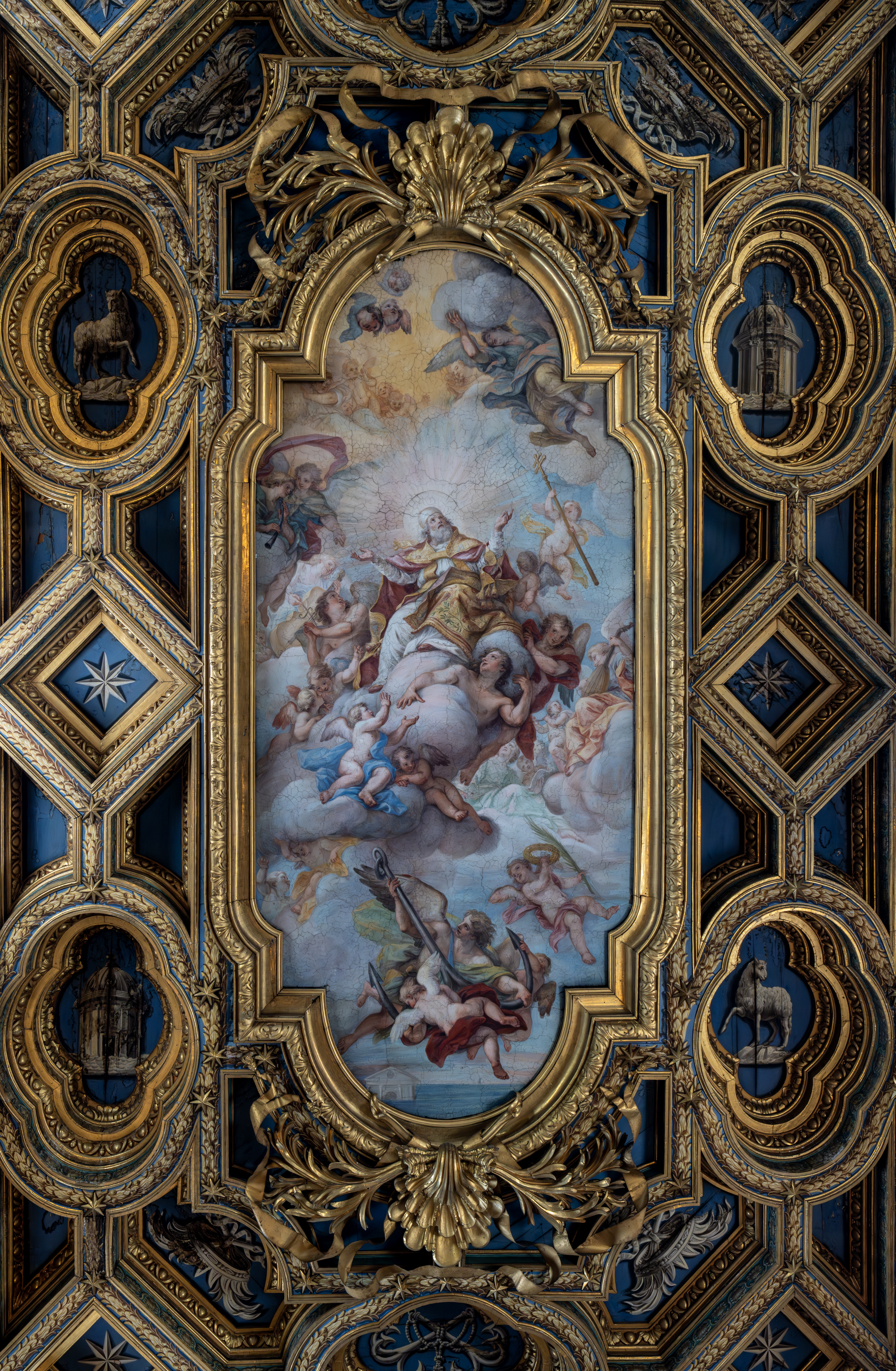
Главный плафон. Дж. Б. Кьяри. Святой Климент во славе. 1714—1719. Фреска
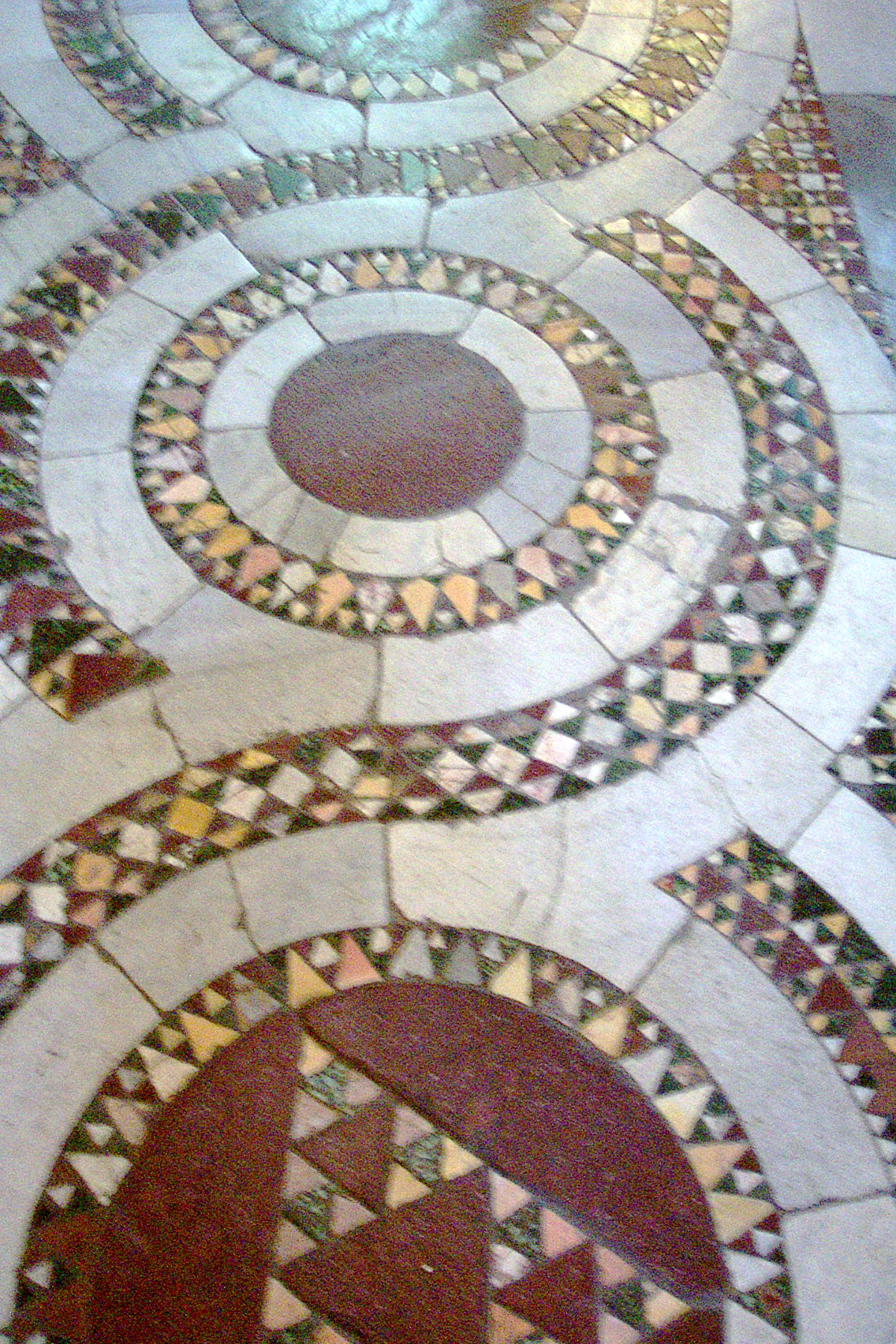
Пол работы мастеров Косматеско

### Главный алтарь и хор
Главный алтарь, хоть и в настоящем виде существует с 1726 года, выполнен в стиле, характерном для большинства римских базилик. Под алтарём находится конфессия (confessio)- маленькая капелла, содержащая ковчег с мощами святых Климента и Игнатия. Алтарь накрыт сверху киворием, украшенным изображением якоря — одновременно атрибутом мученичества Климента и древнехристианским символом спасения. Сам киворий перенесён из «нижней» базилики, а вот колонны, его поддерживающие, относятся к XV-XVI векам. Впрочем, две из четырёх оригинальных колонн VI века сохранились — они стали частью надгробия кардинала Венерио в южном приделе церкви.
Расположенный перед алтарём мраморный хор (лат. Scuola Cantorum) был сооружён папой Иоанном II (533-535) и в XII веке перенесён из «нижней» в «верхнюю» базилику. На мраморных панелях хора вырезаны рыба, голубь и чаша — раннехристианские символы, указывающие на самого Христа, на мир, принесённый Христом верующим в него, и на евхаристию. Здесь же сохранились монограммы донатора — папы Иоанна II. Единственными дополнениями, привнесёнными в хоры в XII веке, стал второй (левый) амвон и пасхальный канделябр.

### Апсида
Верхнюю часть поверхности апсиды занимает грандиозная по размерам и замыслу мозаика XII века. Судя по многочисленным раннехристианским символам, исследователи делают вывод, что данная мозаика или перенесена из «нижней» базилики, или выполнена по мотивам аналогичной мозаики IV-V веков.
Центром мозаики является крест с распятым Спасителем, наполненный разнообразными значениями:
- мост, соединяющий землю и небо, и по этому мосту души (символически изображённые в виде голубей) поднимаются в Царствие Небесное.
- источник воды живой, о котором говорит Откровение («И показал мне чистую реку воды жизни, светлую, как кристалл, исходящую от престола Бога и Агнца» (Отк. 22:1)). Из источника утоляют жажду олени или лани (реминисценция псалма 41: «Как лань желает к потокам воды, так желает душа моя к Тебе, Боже!» (Пс. 41:2)). Оленей изображено два, что указывает на то, что ко Христу обратились как бывшие язычники, так и иудеи.
- древо жизни (Быт. 2:9), утерянное прародителями (Быт. 3:22) из-за грехопадения, но вновь ставшее доступным благодаря Христу (Отк. 22:2).
- виноградная Лоза, питающая своими соками ветви — членов церкви (Ин. 15:1). Присутствующий на мозаике феникс также является символом победы Христа над смертью.

Мотив райского блаженства христиан, спасённых Христом, повторяется в нижнем регистре мозаики. Здесь изображена череда овец, окружающих несущего крест Агнца, то есть Христа.
Над крестом простёрта рука Бога Отца в сфере — символе небесной славы. Наконец, в самом верхней части мозаики представлена монограмма Христа в эллиптическом диске — ещё один символ победы Христа.
Ветви лозы, произрастающие из креста, живописно простираются по всей поверхности мозаики. В ветвях можно видеть птиц, цветы и людей. Четыре человеческие фигуры, облачённые в бело-чёрные одеяния, подписаны: это латинские Отцы Церкви блаженные Августин и Иероним, святители Григорий Великий и Амвросий Медиоланский.
Триумфальная арка, предваряющая апсиду, также выполнена в XII веке, но, возможно, имеет первоисточником мозаику из «нижней» апсиды. В центре помещено изображение Христа Пантократора, одной рукой держащего Евангелие, а другой благословляющего верных. Окружают Его четыре символические существа из Откровения (Отк. 4:6-8), традиционно изображающие четырёх Евангелистов: телец (Матфей), лев (Марк), ангел (Лука) и орёл (Иоанн Богослов). С одной стороны от Христа и существ представлены Исайя, призывающий благословить «Господа, сидящего на престоле высоком и превознесённом» (Ис. 6:1), апостол Павел и великомученик Лаврентий, который «научился от Павла принять Крест» (цитируются надписи на свитках, которые держат в руках святые). С другой стороны, изображён Иеремия, утверждающий: «Сей есть Бог наш, и никто другой не сравнится с Ним» (Вар. 3:36), Климент и апостол Пётр, призывающий Климента «воззреть на Христа, которого я (то есть Пётр) проповедал тебе»
Справа от алтаря, на стене, завершающейся триумфальной аркой, находится табернакль конца XIII века, дар кардинала Джакомо Гаэтани, племянника Бонифация VIII. В табернакле, выполненном, предположительно, Арнольфо ди Камбио, изображены папа (его изображение в точности соответствует фигуре, вырезанной на гробнице в гротах под собором святого Петра), представляющий своего племянника-донатора святому Клименту.

### Капеллы

#### Капелла святой Екатерины

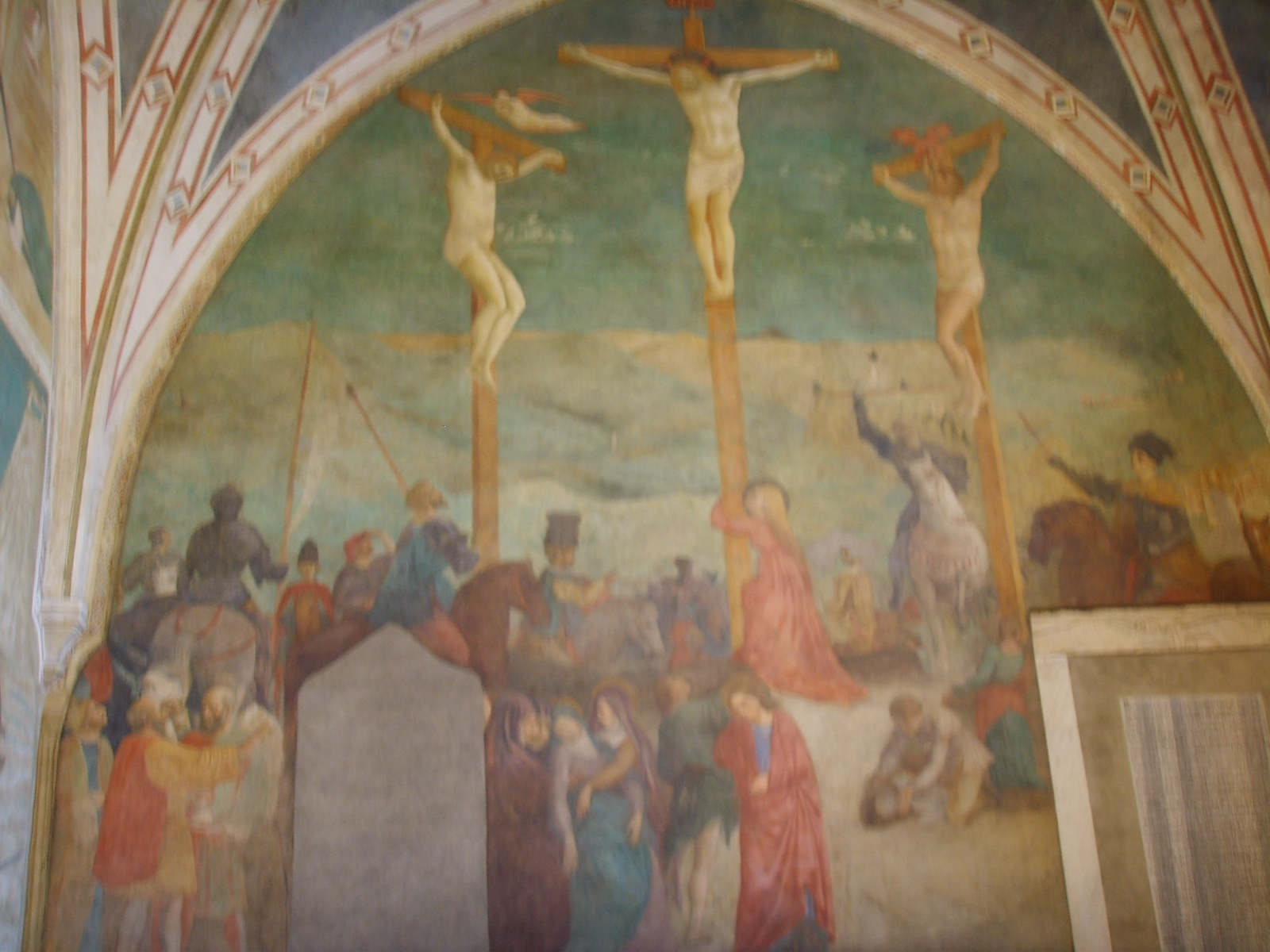
Распятие (Мазолино или Мазаччо)

Капелла святой Екатерины примыкает к южному нефу, слева от основного входа, то есть в юго-восточном углу базилики. Капелла была воздвигнута между 1411 и 1431 годами, то есть в тот промежуток времени, когда её основатель кардинал Бранда ди Катильоне был кардиналом-священником Сан-Клементе. Капелла примечательна фресками, изображающими распятие и эпизоды жития святой Екатерины Александрийской, Амвросия Медиоланского и святого Христофора. Большинство исследователей утверждают, что фрески принадлежат кисти Мазолино и выполнены между 1428 и 1431 годами, за исключением Распятия, написанного несколько ранее Мазаччо. Существует противоположная точка зрения, согласно которой фрески написаны, наоборот, Мазаччо в 1425 — 1428 годах, а Мазолино лишь завершил работу после смерти предшественника.

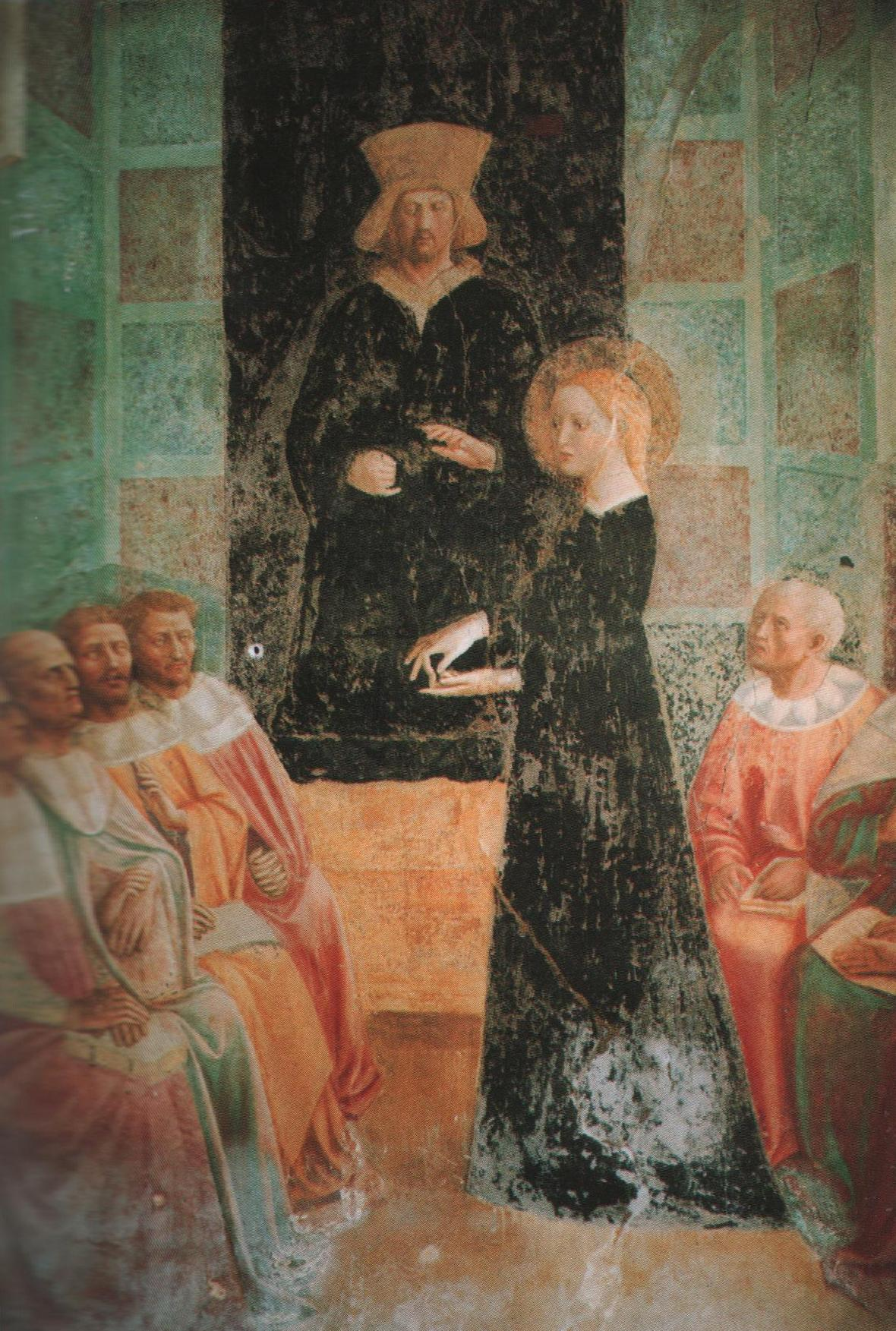
Святая Екатерина побеждает в диспуте александрийских философов.

На левой стене серия фресок иллюстрируют житие святой Екатерины Александрийской:
- верхний регистр, первая панель — Екатерина протестует против преследований христиан перед императором Максенцием;
- нижний регистр, первая панель — Екатерина побеждает в диспуте 50 лучших александрийских философов;
- верхний регистр, вторая панель — заключённая Екатерина обращает ко Христу супругу императора Максенция, Максенций приказывает обезглавить жену;
- нижний регистр, вторая панель — Екатерину, приговорённую к колесованию, чудесно спасает ангел;
- нижний регистр, третья панель — Екатерина обезглавлена;
- верхний регистр, третья панель — ангелы переносят тело Екатерины на гору Синай.

На правой стене капеллы изображены эпизоды жития святого Амвросия, на противоположной входу стене — Распятие, на входной арке — Благовещение. На стене, поддерживающей входную арку, находится фреска с изображением святого Христофора. Последняя примечательна многочисленными граффити, оставленными паломниками. Самые ранние надписи датируются 1459, 1461 и 1481 годами.

#### Другие капеллы
В «верхней» базилике находятся ещё четыре капеллы, менее известные, чем капелла святой Екатерины.
| Название капеллы         | Дата           | Описание |
| ------------------------ | -------------- | --- |
| Иоанна Крестителя        | XV век         | Была сооружена в северо-западном углу церкви (справа от главного алтаря) для почитания мраморной статуи святого. |
| Святого Кирилла          | 1882-1886 годы | Была устроена в северном нефе на средства папы Льва XIII, алтарный образ, написанный Сальви ди Сассоферрато, принадлежит к XVII веку. Сюда в ноябре 1963 года была помещена частица мощей равноапостольного Кирилла — единственная из похищенного в 1798 года ковчега, которую удалось случайно обнаружить в июне 1963 года.                                                                                                  |
| Капелла святого Доминика |                | В северо-восточном углу церкви (симметрично капелле святой Екатерины). Была расписана Себастьяно Конка в 1715 году. Именно в этой капелле вплоть до 1798 года находились мощи святого Кирилла. В 1798 году, во время первой Римской республики, ковчег был вскрыт в присутствии свидетелей, удостоверивших наличие в нём «костей и праха». Затем ковчег был перемещён в Санта-Мария-Нуова, а в следующем году исчез навсегда. |
| Капелла Святых Таин      | 1617 год       | Капелла в юго-западном углу церкви первоначально была освящена в честь Рождества Богородицы, затем в XVIII веке Розарию, а в настоящее время там помещены для поклонения Святые Дары. Алтарный образ принадлежит Себастьяно Конка (1714), фреска справа от входа в капеллу (Мадонна с Младенцем) — Джакопо Зукки (около 1570-1590 годы), а над входом — фрески с пророками Исайей и Иеремией.                                 |

## В культуре
- По образу римской базилики Сан-Клименте была возведена Фриденскирхе в парке Сан-Суси, Потсдам[7].

## Посещение базилики
Митреум открыт для посещения. На нижнем уровне базилики находятся также небольшие подземные захоронения — катакомбы, помещение с 16 нишами-локулами, датируемые VII—VIII веками.

## Титулярная церковь
Церковь Сан-Клементе является титулярной церковью, кардиналом-священником с титулом церкви Сан-Клементе с 27 августа 2022 года, является итальянский кардинал Арриго Мильо.

## ВРусском Зарубежье
В 1930 году в базилике состоялась хиротония в сан епископа апостольского визитатора для католиков в Русском апостолате в Зарубежье Петра Бучиса, MIC. Одновременно был рукоположён в сан священника Волконский, Александр Михайлович.
В 1952 году архиепископ Александр Евреинов освятил в базилике новый престол, подаренный словацкими католиками Америки и Канады, устроенный над могилой просветителя славян равноапостольного Кирилла.